# Saredutant
Saredutant (SR-48,968) je lek koji deluje kao antagonist  receptora. Njega je razvio Sanofi-Aventis kao novi antidepresant i anksiolitik. Lek je dosped do faze III kliničkih ispitivanja. Međutim, maja 2009, Sanofi-Aventis je objavio svoje tromesečne rezultate i najavio prestanak rada na 14 projekata u razvoju, među kojima je bio saredutant za tretman kliničke depresije..

## Literatura
1. ↑  „Letter to the stockholders of Sanofi-Aventis on May 2009” (PDF). Архивирано из оригинала (PDF) 21. 12. 2010. г. Приступљено 15. 04. 2011.

## Spoljašnje veze
|  | Molimo Vas, obratite pažnju na važno upozorenje u vezi sa temama iz oblasti medicine (zdravlja). |